# 晚星埃蘭迪爾之航
《晚星埃蘭迪爾之航》（英語：The Voyage of Eärendel the Evening Star，古英語：Éalá Éarendel Engla Beorhtast）是英國作家J·R·R·托爾金於1914年寫的詩歌，敘述了水手埃蘭迪爾前往維林諾的航程。這首詩是托爾金中土大陸傳說故事集的早期作品之一，後來被收錄在克里斯多夫·托爾金編輯出版的《失落的傳說之書》之中。

## 創作
1914年9月，22歲的托爾金在造訪他阿姨位於蓋德靈的鳳凰農場時寫出了《晚星埃蘭迪爾之航》。托爾金專家約翰·加斯認為這是「中土大陸的起源時刻」。迪米特里·費米亦說：「托爾金的神話是從這裡起步一躍向前的」。